# Dominique du Pouey
Dominique du Pouey (Tournay, 16 mai 1788 - Pelousey, 11 septembre 1873) est un militaire ainsi qu'un homme politique français.

## Biographie

### 1788 - 1805: origine et enfance
Dominique du Pouey nait à Tournay, en Gascogne, le 16 mai 1788. Il est le fils de Pierre du Pouey Poucourot, cultivateur, ainsi que de Marie Ducombs. Il descend de la maison Poucourot du Pouey, dont deux des ancêtres, Benoît et Jehan, servirent Bernard de Castelbajac, lors de la 3e croisade.
Après avoir fréquenté l’école du village, ses parents - dépourvus de moyens - l'envoient, lui et son frère cadet, chez un notaire du nom de Tramazayge. Ils y deviennent clercs de notaire ainsi que commis aux écritures, tout en continuant à étudier.
En 1806, âgé de 18 ans, il rejoint l'armée,. Pour l'historien Thierry Choffat, il se serait engagé volontairement, ou aurait remplacé un conscrit plus riche. Luc De Burg, neveu et biographe de du Pouey, divise dés-lors la vie de ce dernier en trois périodes : « l'époque guerroyante », celle ou « il a dirigé », puis sa « vie civile »,.

### 1806 - 1824:«l'époque guerroyante»

#### 1806 - 1815: au sein de la Grande armée
En 1806-1807, il est stationné en Espagne et aux Pays-Bas, loin des grandes batailles menée Napoléon. En 1809, il est à l'armée du Brabant, puis, de nouveaux aux Pays-Bas l'année suivante,. Son niveau d'instruction élevé, l'appel à servir au sein des états-majors,.
De 1810 à 1813, il est envoyé en Espagne. Il y est blessé à quatre reprises,. Lors de l'invasion du sud-ouest de la France, il participe, notamment, à la bataille de Toulouse, ; ce qui lui vaut d’être promu capitaine adjudant major au 12e régiment d’infanterie légère. Le 29 juillet 1814,, il est décoré de la Légion d’Honneur,,.
Dominique du Pouey rejoint de nouveau Bonaparte lors des Cent-Jours. Il participe, notamment, à la bataille Ligny, où il reçoit une balle à la poitrine, arrêtée par la croix de sa Légion d'honneur qui vole alors en éclat. Il participe aussi à la bataille de Waterloo,.

#### 1816 - 1824: dans l'armée royale
Dès le 1er janvier 1816, il occupe le poste de capitaine adjudant major à la Légion 4 départementale des Hautes-Pyrénées. Toutefois, à la fin du mois, il est transféré comme aide de camp du général Charles de Béthisy. Durant cette période, il reprend des études militaires, et intègre l’armée de l’État major. Le 12 décembre 1818, il est nommé capitaine d’état-major, poste où il évolue peu,.

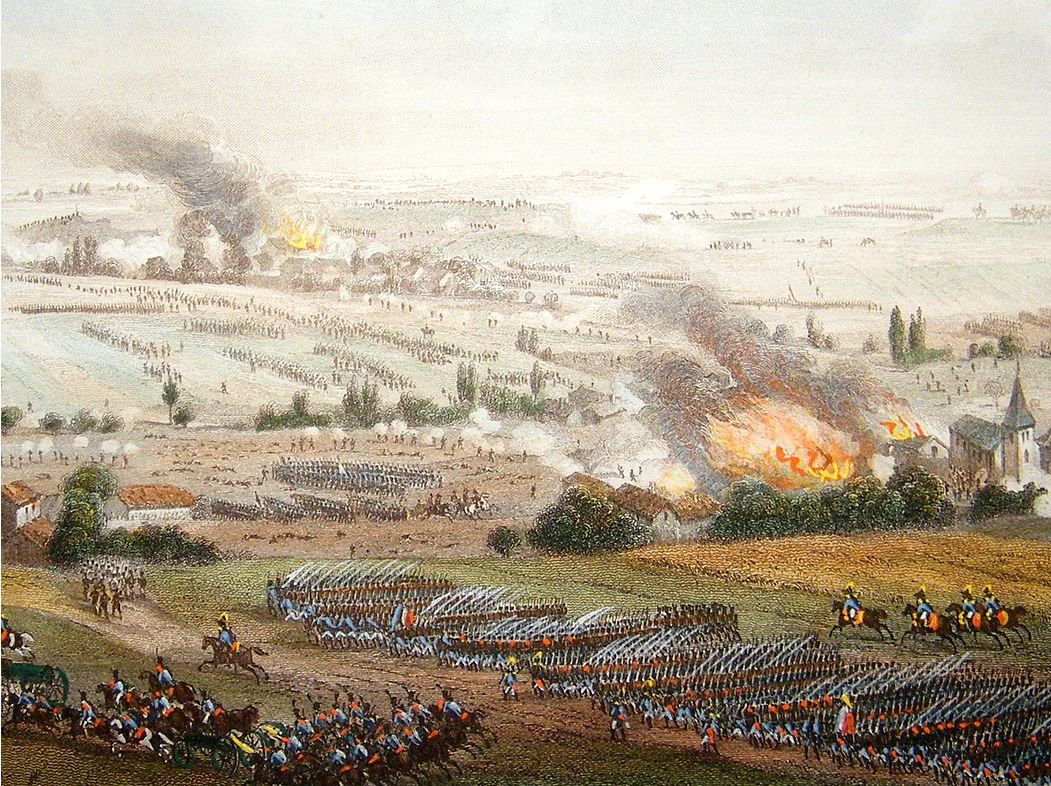
La bataille de Ligny, Théodore Jung.

Toutefois, le 23 avril 1821, il est promu officier de la Légion d’honneur. La semaine suivante, il reçoit l'ordre royal et militaire de Saint-Louis,. En avril 1823, il fait partie du corps expéditionnaire de l'expédition d'Espagne,. Il participe à la bataille de Barrosa, ce qui lui vaut d'être cité à l’ordre de l’armée,. Le 24 juillet de la même année, il est nommé chef d’escadron d’état major de Cadix,. Le 6 février 1824, il devient premier aide de camp du général comte Jean-François Louis d’Orsay,. Puis, le 29 septembre 1824, il est fait chevalier de 2e classe de l’ordre royal et militaire de Saint Ferdinand,.

### 1825 - 1848: l'époque dirigeante
De 1825 jusqu'à sa retraite, il ne participera plus à aucune bataille,,. Il est successivement, Chef d’état major : de la 1re division de cavalerie légère au camp de Lunéville en 1826 ; de la 12e division militaire à Besançon ; de la 20e division militaire à Périgueux en 1835 ; de la 7e division militaire à Lyon en 1836 ; du camp de Lyon en 1843 ; puis de la 1re division militaire à Paris en 1846.

Dominique du Pouey est aussi premier aide de camp du général de Pierre de Montesquiou-Fezenzach, dirigeant alors une division au camp de Saint-Omer en 1827. Il est promu au rang de colonel, le 30 décembre 1840,, et devient commandeur de la Légion d'honneur en 1843,.

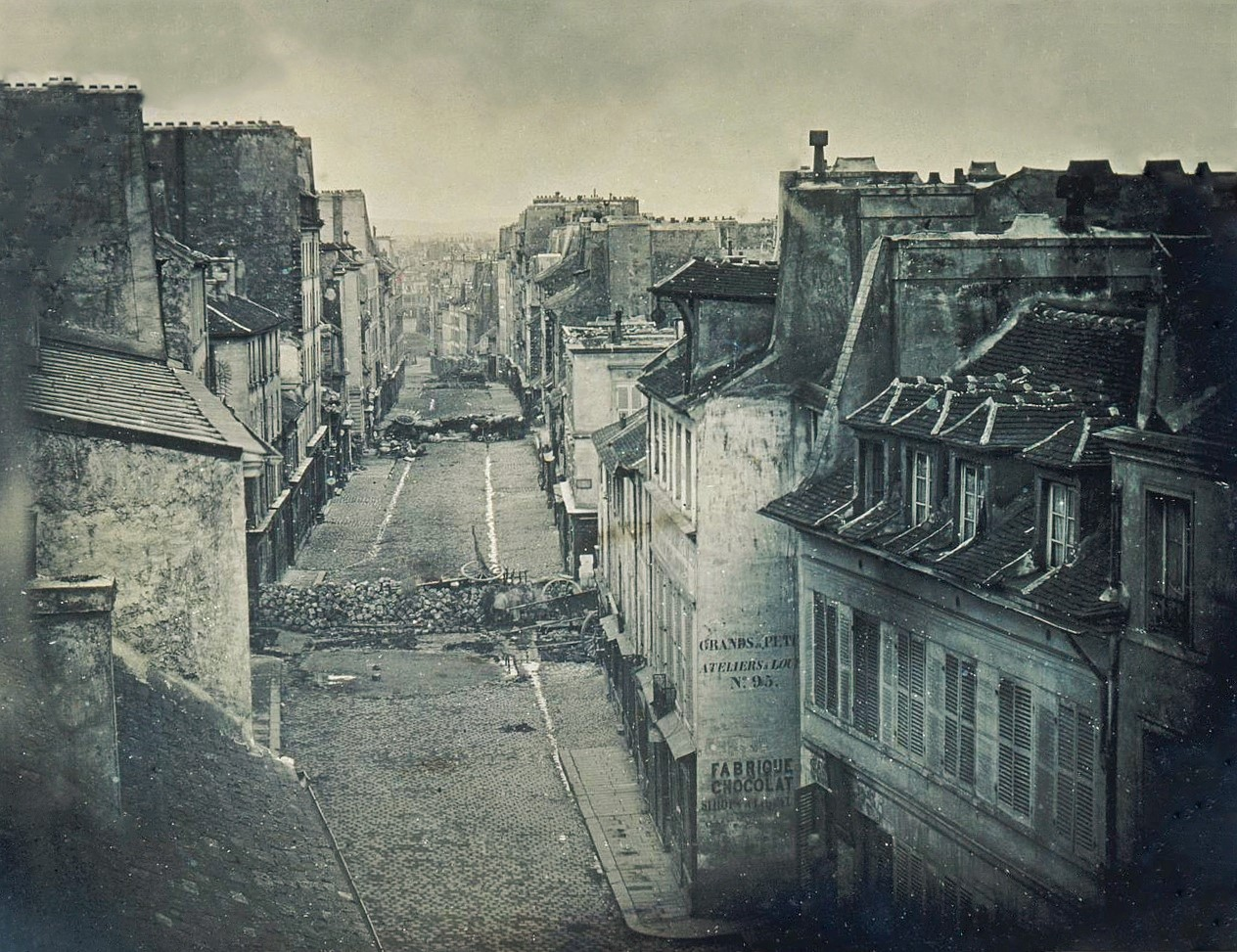
Barricades de la rue du Faubourg-du-Temple, durant les journées de Juin. Charles-François Thibault, daguerréotype, 1848. Il s'agit de la première barricade à avoir été photographiée.

Le 18 janvier 1848, il est nommé maréchal de camp. Le mois suivant, il est muté à Paris, mais, le 7 mars, dans le contexte de la chute de la monarchie de Juillet, il est envoyé dans le département du Jura. Le 4 mai, il est de nouveau muté sur Paris,. Investit du commandement de la brigade, il participe à la sanglante répression des journées de Juin, notamment, en commandant l'attaque des barricades de la rue du Faubourg-du-Temple ; il est alors blessé d'une balle à la jambe.
Le 29 juin, il devient commandement de la 1ère brigade de la 1ère division de l’armée des Alpes,. Selon l'historien Thierry Choffat, il quitta Paris en raison de déboire avec le général Louis Eugène Cavaignac. Dominique du Pouey sera admis à la retraite le 4 septembre 1848,. Il décide de s’installer dans le Doubs, où il fut stationné au début des années 1830,.

### 1849 - 1873: carrière politique et fin de vie
En 1849, il est élu conseiller général du canton d’Audeux, où il sera constamment réélu pendant plus de 20 ans, et siégera au conseil général du Doubs jusqu’à sa mort. Il se présente, sans étiquette politique, dans la première circonscription du Doubs, à l'occasion des élections législatives de 1857. Il finit second, avec 25% des voix,. 

Peu avant le coup d’État du 2 décembre 1851, Louis-Napoléon Bonaparte rappelle Dominique du Pouey à ses fonctions. Ce dernier refusa sa requête. En 1857, il reçoit la médaille de Sainte-Hélène pour sa participation aux campagnes de l’Empire. 

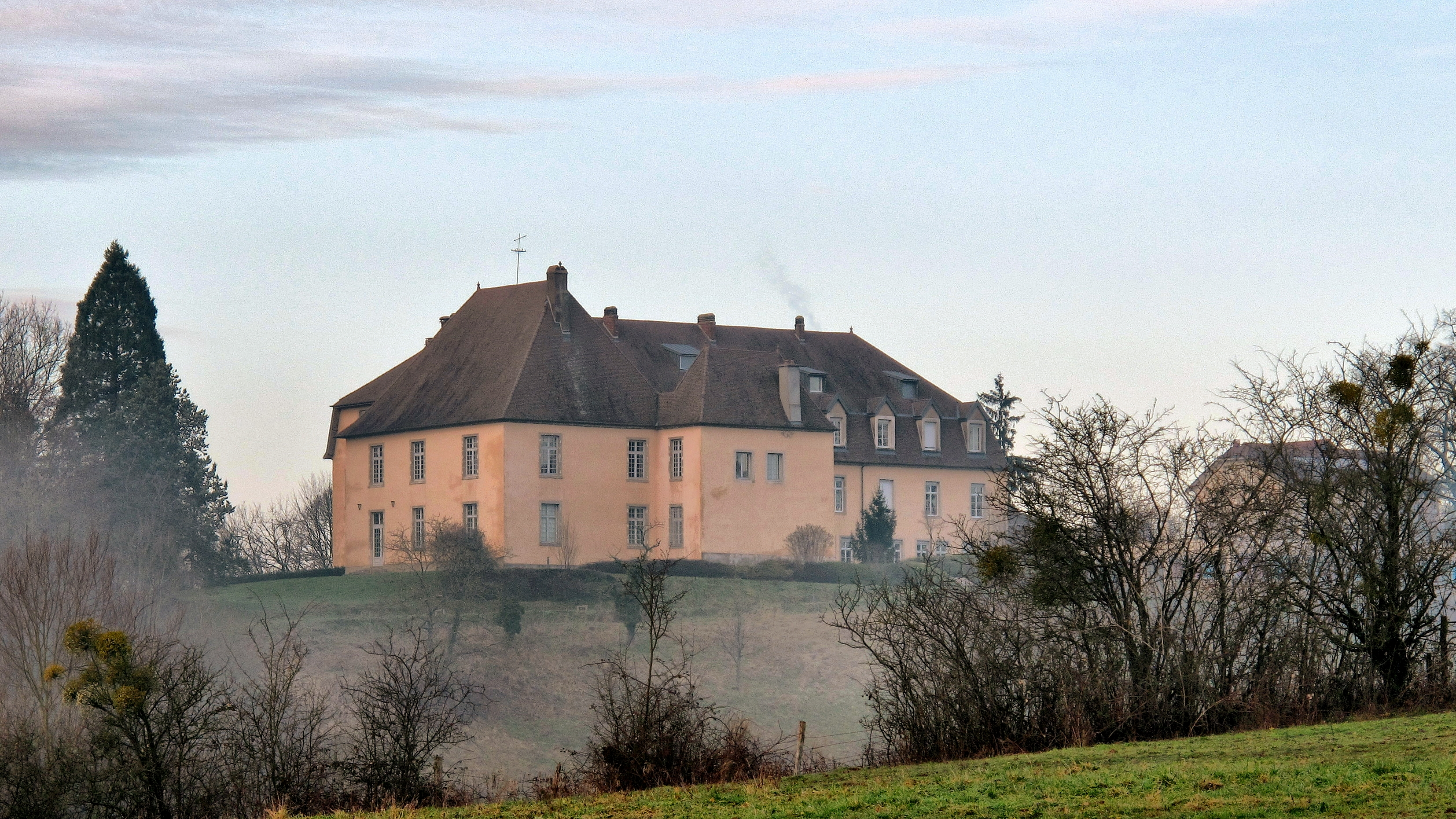
Dominique du Pouey fit l'acquisition du château d'Uzel ancienne propriété des familles Biétrix, puis Lamy de Laperrière

Il meurt au château d'Uzel, le 11 septembre 1873. Il est inhumé au cimetière communale en présence, notamment, d'Alexandre Estignard ainsi que du baron Joseph Folch de Cardon de Sandrans, qui lui accordent un discours. Le 27 octobre 1873, une oraison funèbre est prononcée dans l’église de Pelousey par l’abbé Louis Besson,.
Sa tombe sera restaurée par le Souvenir Français en 2015.

## Vie privée
Le 23 mai 1832, à Pelousey, en présence du colonel Gabriel François de Hatte, son supérieur, Dominique du Pouey épouse Angélique Élisabeth Petit - née le 7 mai 1816, à Besançon et décédée le 14 avril 1900, à Nice - , fille de Louis Victor Petit, ancien capitaine de l'Empire. Décédé au château d'Uzel le 28 avril 1862, le capitaine Petit fut, lui aussi, inhumé au cimetière communal,.

## Décorations
- Chevalier de la Légion d'honneur 1814
- Officier de la Légion d'honneur 1821
- Ordre royal et militaire de Saint-Louis 1821
- Ordre royal et militaire de Saint-Ferdinand 1824
- Commandeur de la Légion d'honneur 1843
- Médaille de Sainte-Hélène 1857